# 狭果鹤虱
狭果鹤虱（学名：Lappula semiglabra）为紫草科鹤虱属的植物。分布在俄罗斯、克什米尔、伊朗、巴基斯坦、阿富汗、印度以及中国大陆的青海、甘肃、新疆等地，生长于海拔40米至3,200米的地区，一般生于沙丘、山前洪积扇碎石坡以及荒漠地带，目前尚未由人工引种栽培。

## 异名
- Lappula semiglabra (Ledeb.) Guerke var. heterocaryoides M. Pop. ex C. J. Wang